# Aalholm Kirke
Aalholm Kirke er en kirke i den københavnske bydel Valby. Bygningen er projekteret af Adam Møller og Jens Bruus-Jensen, som dengang begge boede i sognet. Den var blandt de 16, som Københavns Stiftsråd i 2012 anbefalede at lukke.

## Historie
Oprindeligt hørte området under Sankt Clemens Kirke, men blev i 1628 en del af Hvidovre Kirkes distrikt. Valby fik sin første kirke, da Jesuskirken blev indviet i 1891 og 10 år senere blev der dannet et egentlig Valby Sogn. Dette sogn dækkede et areal, som i dag modsvarer det, der dækkes af Johannes Døbers, Aalholm, Vigerslev og Margrethe sogne i Valby, samt Frederiksholm og Sjælør sogne i sydvest.
På dette tidspunkt var Valby ved at udvikle sig med mere bymæssig bebyggelse, men den yderste del mod nordvest bestod fortsat kun af seks gård og nogle enkelte huse. Området, der i dag er Aalholm, bestod af Hansstedgård, Harrestrupgård og Søholmgård. Efter 1. verdenskrig flyttede flere ud og der blev etableret grunde til kolonihaveområde og i 1918 fik Arbejdernes Andels Boligforening opført en ejendom mellem Vigerslevvej, Aalholmvej og Bramslykkevej.
Efterhånden som området blev bebygget, steg også behovet for en kirke. Efter sigende blev området døbt Aalmholm, da en tidligere karl fra Aalholm på Lolland i 1920 åbnede et værtshus på hjørnet af Roskildevej og den nuværende Ålholmvej og døbte det Cafe Aalholm. Dette værtshus ligger stadig på denne plads. Herefter begyndte navnet at vinde indpas.
Området var fortsat en del af Timotheus Sogn og blev hentydet til som et vestligt distrikt i sognet. I 1925 boede der 1.800 mennesker og sognepræsten ønskede at få en særskilt præst, der skulle betjene netop dette område. Og i slutningen af årtiet blev der opført en ejendom på hjørnet af Valby Langgade og Vigerslevvej, hvor der blev dedikeret et lokale i kælderen af Vigerslevvej 31 og 33 til en menighedssal, som blev indviet den 6. oktober 1929.
Aktiviteterne voksede og man følte behov for en egentlig kirke. Den 31. januar 1933 blev foreningen Timotheus Sogns Vestre Distrikts Menighedssamfund stiftet, som skulle organisere indsamlingen og agere bygherre for byggeriet. Navnet blev ændret den 9. januar 1937 til Aalholm Sogns Menighedssamfund. Selvom et bibelsk navn skulle være oplagt, var stemningen at navnet skulle pege på, at det var deres kirke; og altså valgte de det nu accepterede stednavn Aalholm.
På trods af Depressionen, blev der velvilligt doneret penge fra beboerne og den 20. november 1938 kunne man nedlægge grundstenen til Aalholm Kirke og søndag den 8. oktober 1939 blev kirken endeligt indviet.
Biskop Hans Fuglsang-Damgaard og overpræsident Johan Bülow gik i spidsen med omkring 30 præster i ornat i procession fra annekssalen til den nye kirke. Ved sin tale understregede biskoppen at selv om menneskelige fejl, svigt og ligegyldighed har lagt utallige gudshuse øde, så har Guds ord altid lydt: Guds Hus skal opbygges!
Nogle dage efter indvielsen, skrev Valby Bladet om begivenheden: Længe før selve Indvielseshøjtideligheden skulle finde sted, klang Kirkens nye malmfulde Klokker over et søndagsstille Valby, der lå i Efterårets milde Solskin. Og længe før Kirketid strømmede Aalholm Kirkes første Kirkegængere mod Indgangen ind til Festgudstjenesten i det skønne, rene, hvælvede rum.

## Inventar
Byggekomitéen ønskede at kirkebygningen, alter, prædikestol og døbefonten skulle være noget særligt for den nye kirke; det skulle ikke ligne andre kirker.
F.eks. er alteret udført i sten, hvor det i mange andre kirker er i træ, men de første kirker i Danmark var netop med stenaltre. På forsiden af alteret står der Det er fuldbragt – dette er kirkens eneste inskription. Ved Jesus' død på korset, åbnedes portene igen ind til Paradiset og ifølge Johannesevangeliet (Joh 19,30), var dette Jesus' sidste ord på korset, inden han døde. Ved trækorset på kirkens endevæg, ses en endvidere ofte skyggevirkning, der resulterer i et hjerte. På denne måde forkyndes Guds kærlighed til mennesket.
Døbefonten er tegnet af Adam Møller og dennes søn. Selve fonten er udført i travertinermarmor af billedhugger Ejner Breinholt, som dengang boede i sognet.
Prædikestolen er ligesom alteret bygget af hele mursten og tegnet af kirkens arkitekter. Selv om der ikke er anvendt en eneste formstøbt sten, er det alligevel lykkedes at skabe pilastre, og derved give prædikestolen et klassisk tilsnit.
Kirkens klokker og andet inventar blev doneret af menighedens medlemmer. F.eks. skænkede medlemmerne i Aalholm KFUM kirkens lille klokke, Aalholm KFUK gav flag og flagstang, mens Børnesykredsen og søndagsskolen samlede ind til døbefonten.

## Udbygning
Ved indvielsen i 1939 var det ikke alle planerne, der var blevet ført ud i livet. Det var f.eks. også tanken at opføre menighedslokaler ud mod Roskildevej i tilknytning til kirken. Men under 2. verdenskrig var byggeri blevet forbudt, så dette måtte man udsætte. Imidlertid fortsatte byggekomitéen sit arbejde og sparede flere penge op.
I slutningen af 1960'erne blev planerne mere konkrete. Formanden for menighedsrådet, Svend Aage Hansen, og sognepræsten Frode Borris, stod i spidsen for byggeriet. Således påbegyndte man i sommeren 1969 udgravningerne til at udvide på begge sider af kirken.
Ved en festgudstjeneste den 6. september 1970 fejrede man at byggeriet nu var afsluttet og at man havde fået nye mødelokaler, nyt kontor til kordegn, samt et nyt køkken, så kirken fik det udseende, som den har i dag.

## Literatur
- Storbyens virkeliggjorte længsler ved Anne-Mette Gravgaard. Kirkerne i København og på Frederiksberg 1860-1940. Foreningen til Gamle Bygningers Bevaring 2001. ISBN 87-87546-18-3